# Studenterhue
En studenterhue er en særlig kasket, der bæres af studenter og øvrige, som har gennemført en gymnasial uddannelse. De nordiske studenterhuer opstod i 1800-tallet, udformet efter tysk mønster med lak- eller læder-skygge, bånd med kokarde og lav, flad puld. Nogle udgaver har dusk. Farverne varierer. 

## Galleri
- Den ældste kendte svenske studenterhue er fra 1847
- Traditionel sort, dansk studenterhue fra 1800-tallet med kokarde med kors
- Tysk studenterhue i form af en tallerkenformet skyggehue
- Uniformshue for drenge ved Konan High School i Kagoshima I Japan
- Portræt af Ella Luker f. Hauch med studenterhue af fotograf Emil Clausen (1874-1949), ca. 1905
- Færøske studenter iført folkedragter og hvide studenterhuer efter dansk tradition med dobbelt dusk.
- Kejser Wilhelm II af Tyskland i kepiformet studenterhue 1897 som Alter Herr der Bonner Preußen som medlem av studenterforeningen Corps Borussia Bonn.
- Den norske opfinder Johan Vaaler 1887 iført studenterhue.
- Zeth Höglund i traditionel hvid, svensk studenterhue, studentmössa, 1902.
- Den amerikanske kemiker Linus Paulings eksamensportræt fra Oregon Agricultural College 1922. Pauling er iført akademisk dragt med kappe og square academic cap.

| Tøj | Spire Denne artikel om tøj, sko eller lignende er en spire som bør udbygges. Du er velkommen til at hjælpe Wikipedia ved at udvide den. |